# Ceglédi kanna

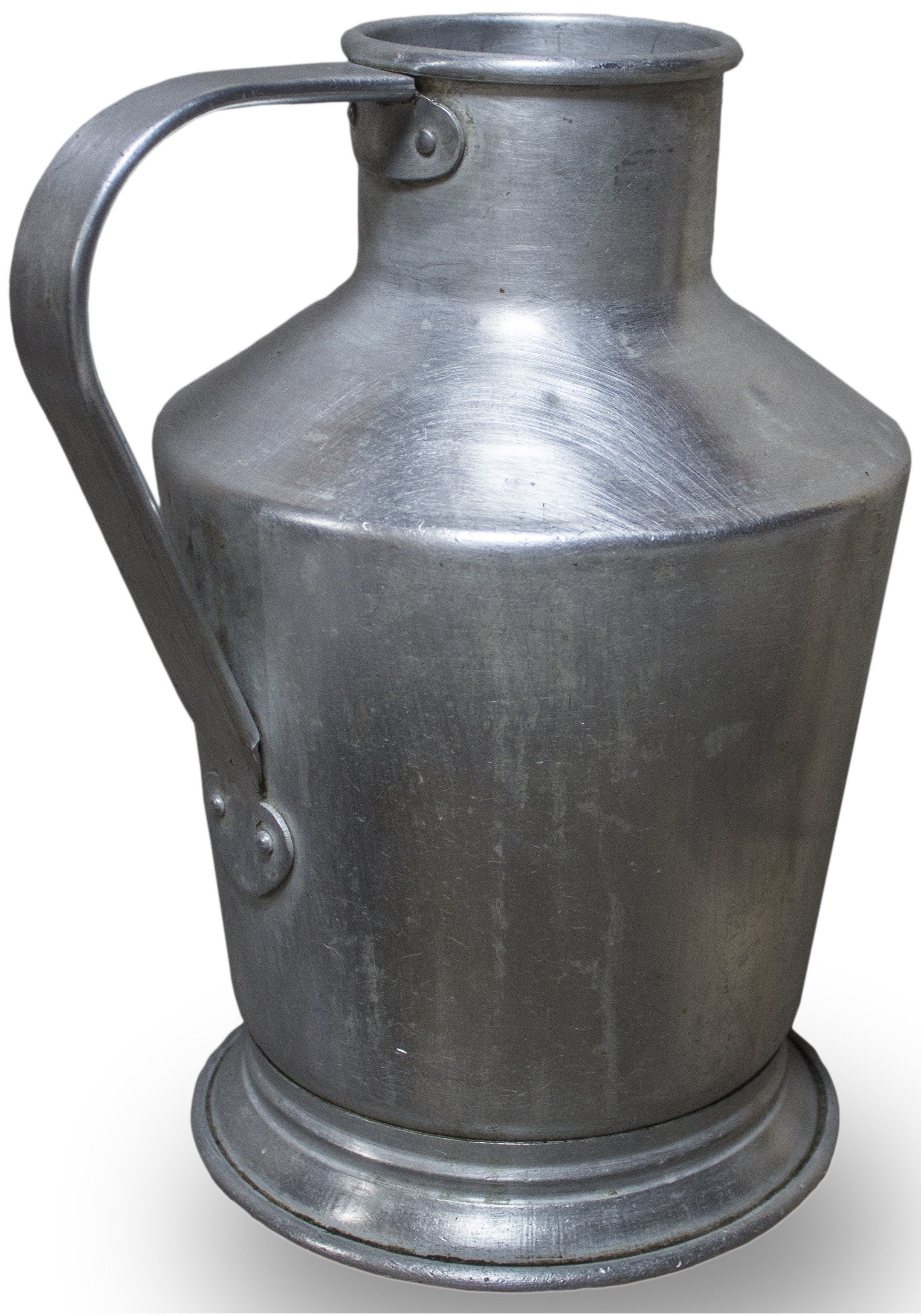
Ceglédi kanna

Ceglédi kanna (deutsch Kanne aus Cegléd) ist eine ungarische Metallkanne zum Transport für Wasser. Seit geraumer Zeit wird diese auch als Perkussionsinstrument in der Volksmusik und oftmals der Musik der Roma in Ungarn genutzt. Der Name leitet sich von der ungarischen Stadt Cegléd ab.

## Geschichte
Die ersten Kannen wurden um 1910 von János Rónay (1855–1941) in Cegléd produziert. Sie umfassten einen Inhalt von sieben bis neun Litern, waren mit einem Handgriff und einem Deckel ausgestattet und für den Transport von Wasser gedacht. Sie hatten den Vorteil, dass sie nicht so zerbrechlich wie Kannen aus Ton waren, und wurden von Bauern und Arbeitern benutzt, um Wasser an den Ort zu bringen, wo diese arbeiteten. Die Kannen wurden zur damaligen Zeit zumeist mit der Hand getragen, mit einem Fahrrad oder auf einem Esel oder Pferd transportiert.

## Instrument
Seit Mitte der 1970er Jahre wird die Kanne auch als Perkussionsinstrument genutzt. Der erste Einsatz wird dem Musiker Károly Rostás zugeschrieben. Sie lässt sich mit Händen oder einem Stock spielen. Durch Schläge auf die Öffnung, den Rand oder den Körper lassen sich verschiedene Klänge erzeugen. Mittlerweile wird das Instrument von vielen Gruppen eingesetzt wie zum Beispiel Parno Graszt.
In den Jahren 2008 und 2009 fanden in Cegléd zwei Festivals (Ceglédi KannaBál) statt, die sich speziell diesem Instrument widmeten. Dabei traten nicht nur Roma-Musiker auf, sondern auch Gruppen, die Reggae, Jazz und Blues spielen und dieses Instrument einsetzen.